# Silvio Dorrego
Silvio Dorrego, vollständiger Name Silvio Emiliano Dorrego Coito, (* 30. März 1987 in Montevideo) ist ein uruguayischer Fußballspieler.

## Karriere
Der 1,85 Meter große Defensivakteur Silvio Dorrego ist der ältere Bruder der Fußballspieler Hugo Dorrego und Richard Dorrego. Er wuchs im Barrio Villa Española als Sohn von Silvio und „Quica“ Dorrego auf. Der Vater spielte von 1983 bis 1988 als Stürmer bei Villa Española in der „C“. Der von seinen Brüdern bei seinem zweiten Vornamen Emiliano genannte Silvio Dorrego durchlief die Jugendmannschaften des Danubio FC und war in der Tercera División bei Nacional Montevideo aktiv. Er stand zu Beginn seiner Karriere von 2009 bis Anfang August 2011 in Reihen des uruguayischen Vereins Club Sportivo Cerrito. Bei den Montevideanern bestritt er in der Spielzeit 2009/10 22 Partien in der Primera División und erzielte ein Tor. Seine Mannschaft stieg am Saisonende in die Segunda División ab, schaffte jedoch in der Saison 2010/11 den unmittelbaren Wiederaufstieg. In die Spielzeit 2011/12 startete er als Spieler des Erstligisten Club Atlético Rentistas. Nach zehn Erstligaeinsätzen (kein Tor) verließ er den Klub im März 2012 und schloss sich dem Club Atlético Progreso an. 15-mal (kein Tor) lief er in der Saison 2012/13 bei dem ebenfalls in Montevideo beheimateten Klub auf. Im Juli 2013 wechselte er zum Ligakonkurrenten Juventud ins benachbarte Las Piedras. Bis Februar 2014 absolvierte er acht Erstligaspiele und schoss ein Tor. Seine Karriere setzte er sodann in Rumänien beim FC Botoșani fort, kehrte jedoch nach einem einzigen, 21-minütigen Ligakurzeinsatz bereits im Juli 2014 nach Uruguay zurück. Seither ist sein Arbeitgeber Centro Atlético Fénix. In der Apertura 2014 wurde er neunmal (kein Tor) in der höchsten uruguayischen Spielklasse eingesetzt. Anfang Januar 2015 lösten Dorrego und Fénix das Vertragsverhältnis. Spätestens seit Februar 2015 steht er in Reihen des Erstligisten Club Atlético Cerro. Dort lief er in der Saison 2014/15 in elf Erstligaspielen (kein Tor) auf. Mitte Oktober 2015 wechselte er zum Zweitligisten Deportivo Maldonado. In der Apertura 2015 stehen für ihn vier Ligaeinsätze (kein Tor) zu Buche. Ab Mitte Januar 2016 setzte er seine Karriere erneut beim Club Atlético Progreso fort. In der Clausura kam er dort zu 13 Ligaeinsätzen (kein Tor).